# Ermita de la Divina Aurora de Beneixama
L'ermita de la Divina Aurora és a «la Glorieta», al centre de la població de Beneixama, ben a prop de l'Ajuntament. La seua façana és d'estil neoclàssic. A dalt de la porta hi ha una escultura de pedra blanca de la imatge de la Verge. La porta de l'ermita posseeix un treball de claus molt interessant que reprodueixen diversos motius relatius a la Verge. L'ermita i les seues pintures interiors han estat restaurades ara fa uns anys.
Presenta unes dauradures fetes amb pa d'or que ressalten aspectes decoratius i motllures de guix de les parets. També s'hi poden contemplar diverses pintures murals relatives a la vida de la Mare de Déu inspirades en els relats bíblics. La part central de l'ermita l'ocupa el cambril de la Verge, a manera de templet de columnes amb volta. A dins, la imatge de la Divina Aurora destaca per la seua grandària i bellesa d'execució. Acompanya la imatge un Nen Jesús i diversos angelots i angelets sobre un núvol. La imatge porta els atributs de la seua advocació: un banderí i el ceptre. Durant les festes la imatge apareix ornada, resultat de les donacions populars i d'altres de caràcter històric. Concretament, amb una creu del Cardenal Miquel Payà i Rico, històrica.
A la part esquerra de l'ermita hi ha la casa del rector i a la dreta hi ha el teatret del «Patronat», lloc de representacions i reunions diverses. A la part de davant de l'ermita hi ha una mena de jardinet anomenat «la Glorieta», lloc de passejada i conversa de molts jubilats de la localitat.